# Miquette Giraudy
Miquette Giraudy (Nizza, 9 febbraio 1953) è una cantante, tastierista, percussionista, attrice, compositrice e discografica francese.
È nota soprattutto per essere stata diverse volte membro della band di space rock/psichedelico Gong, e per la lunga collaborazione musicale con Steve Hillage, suo compagno anche nella vita privata. Nel 1990, la coppia ha formato System 7, un gruppo techno/ambient tuttora in attività in cui si sono alternati anche altri musicisti.

## Biografia

### Carriera cinematografica
Prima di intraprendere la carriera musicale, tra la fine degli anni sessanta e l'inizio dei settanta, la Giraudy si dedicò al cinema. Con il nome Monique Giraudy, fu prima assistente del regista francese Jackie Raynal e lavorò poi per la produzione del film More - Di più, ancora di più di Barbet Schroeder del 1969. Interpretò un'odalisca nella pellicola del 1971 Jupiter di Jean-Pierre Prévost, dove compare con il nome Marsiale Giraudy. Sempre per Schroeder e con il nome Monique, lavorò come attrice nel film La Vallée del 1972. Entrambi questi film di Schroeder sarebbero diventati famosi tra gli appassionati di musica rock per la colonna sonora dei Pink Floyd. Le fu infine affidato il ruolo di editore nel film di Martial Raysse Le grand départ, uscito nel 1972.

### Carriera musicale

#### Gong
La relazione sentimentale che strinse in quegli anni con il chitarrista progressive Steve Hillage la portò ad abbandonare il cinema e a intraprendere la carriera musicale. Hillage era uno dei principali esponenti della cosiddetta scena di Canterbury e all'inizio del 1973 si era unito ai Gong, gruppo space rock psichedelico guidato dal chitarrista australiano Daevid Allen. Miquette Giraudy entrò come cantante nei Gong nel marzo del 1974 al posto di Diane Stewart-Bond, che da qualche mese rimpiazzava la cofondatrice del gruppo Gilli Smyth, alle prese con la maternità. Nei mesi successivi, effettuò diversi concerti con il gruppo e partecipò alle registrazioni di You, il terzo album della "trilogia di Radio Gnome Invisible".

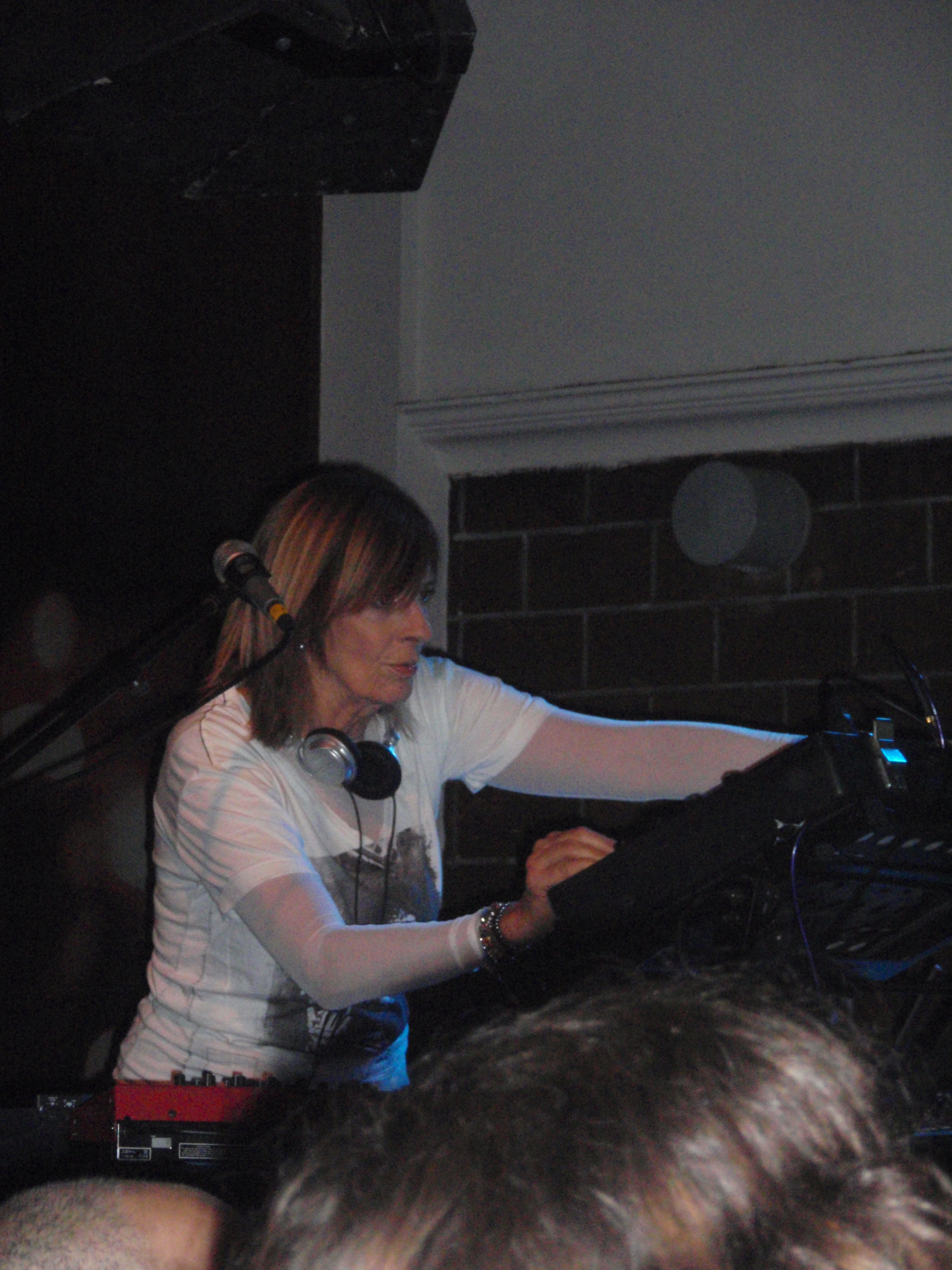
Giraudy che suona nel concerto dei Gong a Tel Aviv nel 2009

Nei concerti successivi entrò in pianta stabile nei Gong per sostituire nuovamente la Smyth, che era rientrata per le incisioni di You e si era poi trasferita in Spagna. Nel settembre del 1974 fu registrato Fish Rising, album di esordio da solista di Hillage, in cui suonò gran parte dei musicisti dei Gong; la Giraudy vi prese parte alle percussioni e al glockenspiel. Nell'aprile del 1975 Allen uscì dai Gong; a Hillage e Giraudy vennero affidati i ruoli dello stesso Allen e della Smyth. La Virgin Records, etichetta discografica del gruppo, assegnò in seguito a Pierre Moerlen la guida della band per l'album Shamal, provocando il risentimento di Hillage e Giraudy, che fuoriuscirono nel dicembre del 1975 dopo la tournée promozionale dell'album, nel quale la Giraudy appare in un solo brano come cantante.
Negli anni che seguirono, la Giraudy collaborò negli album e nei concerti di Hillage e della band che questi formò. I due parteciparono alla prima grande riunione dei Gong, svoltasi a Parigi nel maggio del 1977, ma il gruppo si sarebbe riformato solo nel 1991 senza di loro. Parteciparono alla nuova riunione dei Gong al Melkweg di Amsterdam nel 2006, evento inciso in DVD con la Giraudy al sintetizzatore. Tornarono nei Gong nel 2008 per una serie di concerti che furono il preludio dell'album 2032, registrato nel febbraio 2009, il primo dai tempi di You in cui Hillage e Giraudy incisero in studio come membri del gruppo. Oltre a suonare il sintetizzatore, in 2032 la Giraudy compose quattro brani. Verso la fine del 2009, Gong e Steve Hillage Band compirono un lungo tour, suonando spesso assieme.

#### Collaborazione con Hillage
Nei primi due album da solista di Hillage, la Giraudy cantò e suonò le percussioni, ma a partire dal terzo, Motivation Radio del 1977, iniziò a suonare tastiere e sintetizzatori e a comporre brani. In particolare, nell'album dal vivo di musica strumentale Rainbow Dome Musick del 1979, il lato A fu scritto e suonato soprattutto dalla Giraudy, mentre il lato B fu realizzato principalmente da Hillage. In tale disco, per la prima volta la coppia sperimentò la musica ambient.
Dopo che tutti i primi album erano stati accreditati al solo Hillage e dopo alcuni anni di assenza dalle scene musicali, nel 1990 formarono i System 7, un gruppo basato su Giraudy e Hillage nelle cui pubblicazioni hanno ruotato vari musicisti, disc jockey e produttori, e la cui musica viene considerata parte della scena ambient/dance dell'underground londinese. I System 7, che presero il nome dal sistema operativo della Apple per i computer Macintosh, hanno pubblicato diversi album e sono tuttora in attività. Per pubblicare i propri lavori, negli anni novanta fondarono l'etichetta discografica indipendente A-Wave.
Nel 2005 nacque il progetto Mirror System, che espanse la dimensione chillout dei System 7 nell'eponimo album di esordio Mirror System, cui fece seguito nel 2010 Reflector, una DJ compilation di brani remissati dei System 7 già elaborati da DJ come Trentemøller, Guy Gerber, Shlomi Aber, Peace Division, Alex Kenji e Bluetech.
Dopo il concerto del 2006 con i Gong al Melkweg di Amsterdam, Hillage, la Giraudy e gli stessi Gong fondarono l'etichetta G-Wave, sussidiaria della A-Wave che pubblica esclusivamente album dei Gong e della Steve Hillage Band.

## Discografia

### Con i Gong
- (1974) You - Virgin Records (V2019)
- (1975) Shamal - Virgin (V2046)
- (2009) 2032 - G-Wave CD(AAGWCD001) LP(AAGWLPX001)

### Con Steve Hillage
- (1975) Fish Rising - Virgin
- (1976) L - Virgin
- (1977) Motivation Radio - Virgin
- (1978) Green - Virgin
- (1979) Live Herald - Virgin
- (1979) Rainbow Dome Musick - Virgin
- (1979) Open - Virgin
- (1980) Aura - Virgin International
- (1983) For To Next - Virgin
- (1983) And Not Or - Virgin
- (1994) BBC Radio 1 Live - Windsong International (registrato dal vivo a Parigi nel 1976 per la BBC)
- (2003) Light in the Sky - Introducing ... Steve Hillage - Virgin
- (2004) Live at Deeply Vale Festival 1978 - Ozit-Morpheus Records

### Con System 7
- (1991) System 7 - 10 Records
- (1993) 777 - Big Life
- (1994) The Fire Album - Butterfly Records
- (1994) The Water Album - Butterfly Records
- (1996) System Express - Butterfly Records
- (1997) Golden Section - Butterfly Records
- (2002) Seventh Wave - A-Wave
- (2002) Mysterious Traveller - A-Wave
- (2006) Encantado - A-Wave
- (2006) Live Trasmissions - A-Wave
- (2008) Phoenix - A-Wave
- (2011) Up - A-Wave